# Hossam Ashour
Hossam Ashour (en arabe : حسام عاشور), né le 9 mars 1986, est un footballeur égyptien. Il a joué au poste de milieu défensif dans le club d'Al Ahly SC.

## Biographie
Il a remporté la Ligue des champions de la CAF en 2005, 2006, 2008, 2012, 2013 et 2020. Il a été élu homme du match lors de la finale de 2006 contre le CS Sfaxien.
Il est le joueur le plus capé de Al Ahly (512 matchs) et de la Ligue des champions de la CAF (132 matchs).
Il est le 2e joueur le plus titré de Al Ahly avec 29 trophées.

## Palmarès
29 titres avec Al Ahly
- Vainqueur de la Ligue des champions de la CAF (6) en 2005, 2006, 2008, 2012, 2013 et 2020.
- Vainqueur de la Supercoupe de la CAF (4) en 2006, 2007, 2009 et 2013
- 3e de la Coupe du monde des clubs de la FIFA en 2006
- Champion d'Égypte (13) en 2005, 2006, 2007, 2008, 2009, 2010, 2011, 2014, 2016, 2017, 2018, 2019 et 2020
- Vainqueur de la Coupe d'Égypte (2) en 2006 et 2007
- Vainqueur de la Supercoupe d'Égypte (4) en 2005, 2006, 2007 et 2008